# Northern Tuli Game Reserve
Das Northern Tuli Game Reserve ist ein Naturschutzgebiet im äußersten östlichen Zipfel Botswanas am Zusammenfluss von Limpopo und Shashe zwischen den Grenzen zu Simbabwe und Südafrika. Das 1964 ausgewiesene Schutzgebiet ist 760 km² groß und soll die Kernzone einer späteren grenzüberschreitenden Mapungubwe Trans Frontier Conservation Area bilden – siehe auch das Welterbe-Kulturlandschaft Mapungubwe und Thuli Parks and Wildlife Land.
Die Gegend von Tuli sieht anders aus als das übrige Botswana. Es gibt beherrschende Basalt-Formationen und große Gebiete mit Sandsteinhügeln und -kämmen zusammen mit einem Netzwerk von weitgehend saisonal trocken fallenden Flussbetten, beispielsweise des Motloutse, und Auwäldern sowie offene Wiesen und Sumpfland. Von Aussichtspunkten auf den Felsen sind die Ebenen Botswanas zu erkennen, die sich nach Norden erstrecken. 
Das Reserve fasst bereits früher bestehende Schutzgebiete, wie außer dem Tuli- das Mashatu- und das Ntani-Gebiet, auf überwiegend privatem Grund zusammen. Fauna und Flora sind vielfältig. Unter anderem lebt hier eine der größten Elefanten-Populationen Afrikas auf privatem Grund. 350 Vogelarten wurden gezählt, darunter in Deutschland besenderte Weißstörche.
Über das Areal verteilen sich jahrtausendealte Felszeichnungen der San und Relikte der Siedlungen aus der Mapungubwe-Zeit (circa 1200–1270 n. Chr.). Das Gebiet spielte auch eine Rolle zur Zeit von Cecil Rhodes’ Aktivitäten und sah verschiedene Konflikte während der beiden Burenkriege. 
Koordinaten: 22° 10′ S, 29° 8′ O